# Légna
Légna is een gemeente in het Franse departement Jura (regio Bourgogne-Franche-Comté) en telt 174 inwoners (2005). De plaats maakt deel uit van het arrondissement Lons-le-Saunier. Légna is op 1 januari 2017 gefuseerd met de gemeenten Chatonnay, Fétigny en Savigna tot de gemeente Valzin en Petite Montagne. 

## Geografie
De oppervlakte van Légna bedraagt 10,4 km², de bevolkingsdichtheid is 16,7 inwoners per km².
De onderstaande kaart toont de ligging van Légna met de belangrijkste infrastructuur en aangrenzende gemeenten.

## Demografie
Onderstaande figuur toont het verloop van het inwonertal (bron: INSEE-tellingen).